# Munina
Munina – wieś w Polsce położona w województwie podkarpackim, w powiecie jarosławskim, w gminie Jarosław.
Wieś należąca do miasta Jarosławia położona była na przełomie XVI i XVII wieku w powiecie przemyskim ziemi przemyskiej województwa ruskiego.
W latach 1934–1954 istniała gmina Munina. W latach 1954–1972 wieś należała i była siedzibą władz gromady Munina. W latach 1975–1998 miejscowość administracyjnie należała do województwa przemyskiego.
We wsi jest węzłowa stacja kolejowa Munina na linii nr 91 Kraków Główny – Medyka, od której odgałęzia się linia nr 101 do Hrebennego.
Munina jest siedzibą rzymskokatolickiej parafii św. Józefa.

## Części wsi
| SIMC    | Nazwa         | Rodzaj    |
| ------- | ------------- | --------- |
| 0603247 | Munina Wielka | część wsi |
| 0603230 | Munina-Kolej  | część wsi |
| 0603253 | Środek        | część wsi |